# ندى أبو فرحات
ندى أبو فرحات (1 سبتمبر 1976) ممثلة لبنانية مثلت في عدة مسلسلات تلفزيونية وأفلام ومسرحيات منها مسلسل البوسطة و نضال و لعبة الموت وروبي.

## الأعمال

### المسلسلات
- نقطة انتهى 2024
- ستيلتو2022
- النحات2020
- أولاد آدم 2020
- عهد الدم 2020
- الكاتب 2019
- به وقت شام (إيران) 2018
- علاقات خاصة 2015
- كلام على ورق 2014
- حد السكين 2014
- لعبة الموت 2013
- الغالبون 2012
- روبي 2012
- نضال 2007
- فيفتي فيفتي 2007
- غداً يوم آخر 2001
- إسمها لا 2001
- شارع الكسليك 1997
- العاصفة تهب مرتين 1995

### الأفلام
- يلا عقبالكن 2015
- نسوان ... ليش لأ 2013
- طالع نازل 2013
- وينن 2013
- Under the Bombs 2007
- بوستا 2005

### المسرحيات
- معمول 2024 [2]
- الخادمتان 2009
- قدام باب السفارة الليل كان طويل 2007
- حكي نسوان 2006

## وصلات خارجية
- ندى أبو فرحات على قاعدة بيانات الأفلام العربية